# Mesobaena huebneri
Mesobaena huebneri är en ödleart som beskrevs av  Mertens 1925. Mesobaena huebneri ingår i släktet Mesobaena och familjen Amphisbaenidae. Inga underarter finns listade i Catalogue of Life.
Denna ödla förekommer i Colombia och Venezuela. Den lever i tropiska regnskogar med sandig och delvis klippig grund. Exemplaren gräver ofta. Antagligen har arten bra anpassningsförmåga.
Stora delar av utbredningsområdet är nationalpark. Några delar av skogen omvandlades till odlingsmark. IUCN listar arten som livskraftig (LC).